# Letizia Paternoster
Letizia Paternoster (ur. 22 lipca 1999 w Cles) – włoska kolarka torowa, wielokrotna medalistka mistrzostw świata.

## Kariera
Pierwszy sukces w karierze osiągnęła w 2016 roku, kiedy zdobyła złote medale w wyścigu punktowym i drużynowym wyścigu na dochodzenie podczas mistrzostw świata juniorów w Aigle. Na rozgrywanych rok później mistrzostwach Europy w Berlinie była trzecia w drużynowym wyścigu na dochodzenie. Ponadto na mistrzostwach świata w Apeldoorn dwukrotnie stawała na podium. Najpierw wspólnie z koleżankami z reprezentacji zdobyła brązowy medal w drużynowym wyścigu na dochodzenie. Dwa dni później w parze z Marią Giulią Confalonieri była trzecia w madisonie.